# Peunaga Cut Ujong
Peunaga Cut Ujong is een bestuurslaag in het regentschap Aceh Barat van de provincie Atjeh, Indonesië. Peunaga Cut Ujong telt 1119 inwoners (volkstelling 2010).